# De troubadour
Pour les articles homonymes, voir Troubadour (homonymie).
Chansons représentant les Pays-Bas au Concours Eurovision de la chanson
Morgen
(1968) Waterman
(1970)
Chansons ayant remporté le Concours Eurovision de la chanson
 La, la, la
(1968)  All Kinds of Everything
(1970)
De troubadour (« Le Troubadour ») est une des 4 chansons gagnantes à égalité du Concours Eurovision de la chanson 1969, interprétée par la chanteuse néerlandaise Lenny Kuhr, marquant la 3e victoire des Pays-Bas au Concours Eurovision de la chanson. Les autres chansons gagnantes de 1969 sont Un jour, un enfant de Frida Boccara pour la France, Boom Bang-a-Bang de Lulu pour le Royaume-Uni et Vivo cantando de Salomé pour l'Espagne.
Lenny Kuhr a également enregistré la chanson en allemand (Der Troubadour), en anglais (The Troubadour), en espagnol (El trovador), en français (Le Troubadour), en italien (Un canta storie, « On chante des histoires ») et dans une autre version de 1974 en néerlandais (De generaal, « Le Général »).

## À l'Eurovision
Elle est intégralement interprétée en néerlandais, langue nationale, comme l'impose la règle entre 1966 et 1973. L'orchestre est dirigé par Frans de Kok (en).
De troubadour est la huitième chanson interprétée lors de la soirée, après Boom Bang-a-Bang de Lulu qui représentait le Royaume-Uni et avant Judy, min vän de Tommy Körberg qui représentait la Suède. À l'issue du vote, elle a obtenu 18 points, se classant 1re à égalité sur 16 chansons,.

## Classements

### Classements hebdomadaires
| Classement (1969)             | Meilleure position |
| ----------------------------- | ------------------ |
| Pays-Bas (Nederlandse Top 40) | 12                 |
| Pays-Bas (Single Top 100)     | 18                 |